# ميشطة إكليلية
ميشطة إكليلية (الاسم العلمي:Anogeissus coronata) هي نوع من النباتات يتبع جنس الميشطة من الفصيلة القمبريطية.